# USS Magnet (AM-260)
USS Magnet (AM-260) trałowiec typu Admirable służący w United States Navy w czasie II wojny światowej. Służył na Atlantyku.
Stępkę okrętu położono 13 marca 1943 w stoczni American Shipbuilding Co. w Lorain (Ohio). Zwodowano go 5 czerwca 1943, matką chrzestną była żona Johna J. Bolanda. Jednostka weszła do służby 10 marca 1944, pierwszym dowódcą został Lt. H. A. Babione.
Brał udział w działaniach II wojny światowej. Przekazany Republice Chińskiej.